# 根龙站
根龙站，位于中华人民共和国广西壮族自治区百色市田林县潞城瑶族乡，是南昆铁路上的火车站，建于1997年，由南宁铁路局管辖。

## 車站周邊
- 根龙
- 广龙

## 歷史
建于1997年。